# العارضه (إب)
العارضه هي إحدى قرى الجمهورية اليمنية. وهي تتبع جغرافيًا لمحافظة إب. وإداريًا لمديرية إب. يبلغ تعداد سكانها 1041 نسمة حسب الإحصاء الذي جرى عام 2004.